# Madeleine Geoffroy
Madeleine Renée Charlotte Geoffroy, née dans le 5e arrondissement de Paris le 29 septembre 1891 et morte dans le 18e arrondissement de Paris le 7 décembre 1968, est une actrice française.

## Biographie
Elle a été l'épouse du comédien Marcel Vallée de 1915 à 1932.

## Filmographie
- 1922 : Don Juan et Faust de Marcel L'Herbier
- 1933 : Cette vieille canaille de Anatol Litvak - Germaine
- 1933 : Il était une fois de Léonce Perret - Miss Curtis
- 1936 : Samson de Maurice Tourneur
- 1938 : Entrée des artistes de Marc Allégret - Fernande Grenaison
- 1939 : Les Musiciens du ciel de Georges Lacombe - Mme Moreau
- 1939 : Pièges de Robert Siodmak - Valérie
- 1941 : La Maison des sept jeunes filles de Albert Valentin
- 1941 : Nous les gosses de Louis Daquin - La mère de Fernand
- 1942 : Secrets de Pierre Blanchar - Agathe
- 1951 : Agence matrimoniale de Jean-Paul Le Chanois - Une mère
- 1951 : Deux sous de violettes de Jean Anouilh - Mme Pignot
- 1952 : Le rideau rouge ou Ce soir on joue Macbeth de André Barsacq
- 1953 : L'Amour d'une femme de Jean Grémillon - Isabelle Morel
- 1961 : Le Septième Juré de Georges Lautner - Mme Sylvestre
- 1965 : Les Cinq Dernières Minutes, épisode  Bonheur à tout prix  de Claude Loursais série TV
- 1966 : Si j'étais un espion de Bertrand Blier
- DOUBLAGES : Elle doubla plusieurs fois Maée  Busch  dans divers Laurel et Hardy.

## Théâtre
- 1917 : La Nuit des rois de William Shakespeare, mise en scène Jacques Copeau, Garrick's Theatre New York
- 1918 : La Petite Marquise d'Henri Meilhac et Daniel Halevy, mise en scène Jacques Copeau, Garrick's Theatre New York
- 1918 : L'Amour médecin de Molière, mise en scène Jacques Copeau, Garrick's Theatre New York
- 1918 : Les Frères Karamazov de Fiodor Dostoïevski, mise en scène Jacques Copeau, Garrick's Theatre New York
- 1927 : Ventôse de Jacques Deval, mise en scène René Rocher, Comédie Caumartin
- 1932 : Il était une fois... de Francis de Croisset, mise en scène Harry Baur, Théâtre des Ambassadeurs
- 1933 : Lundi 8 heures de George S. Kaufman et Edna Ferber, mise en scène Jacques Baumer, Théâtre des Ambassadeurs
- 1938 : Les 37 Sous de M. Montaudoin d'Eugène Labiche et Édouard Martin, mise en scène André Barsacq, Théâtre des Mathurins
- 1941 : Le Rendez-vous de Senlis de Jean Anouilh, mise en scène André Barsacq, Théâtre de l'Atelier
- 1941 : Eurydice de Jean Anouilh, mise en scène André Barsacq, Théâtre de l'Atelier
- 1946 : Le Rendez-vous de Senlis de Jean Anouilh, mise en scène André Barsacq, Théâtre de l'Atelier
- 1947 : L'Invitation au château de Jean Anouilh, mise en scène André Barsacq, Théâtre de l'Atelier
- 1949 : La Perle de la Canebière d'Eugène Labiche et Marc-Michel, mise en scène André Barsacq, Théâtre de l'Atelier
- 1952 : La Duchesse d'Algues de Peter Blackmore, mise en scène Christian-Gérard, Théâtre Michel
- 1954 : Colombe de Jean Anouilh, mise en scène André Barsacq, Théâtre des Célestins, Théâtre de l'Atelier
- 1954 : Le Rendez-vous de Senlis de Jean Anouilh, mise en scène André Barsacq, Théâtre de l'Atelier
- 1958 : L'Invitation au château de Jean Anouilh, mise en scène André Barsacq, Théâtre des Célestins
- 1960 : Oncle Vania d'Anton Tchekhov, mise en scène Gabriel Monnet, Comédie de Saint-Étienne
- 1962 : L'Invitation au château de Jean Anouilh, mise en scène André Barsacq,    Théâtre des Célestins